# AV女優 (電影)
AV女優（韓語：AV 아이돌），是一套日本與南韓合拍的三級喜劇電影，由城定秀夫執導，前av女優辰巳唯為主角。
內容是主角涼子到南韓拍攝AV的故事。

## DVD
ISBN 4712826278773、ISBN 2826278770